# Draailier

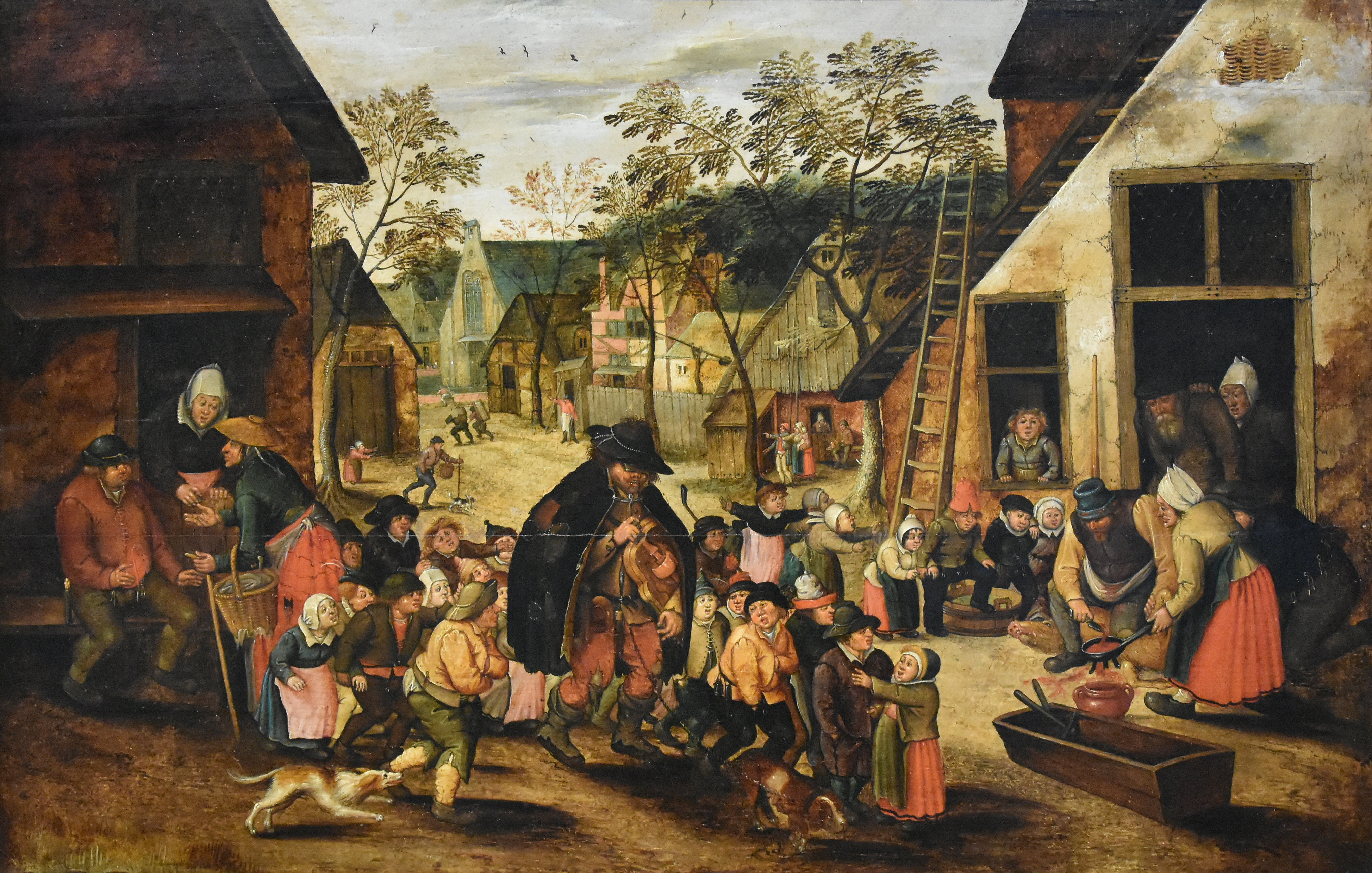
De lierenman van Pieter Brueghel de Jonge in het Noordbrabants Museum

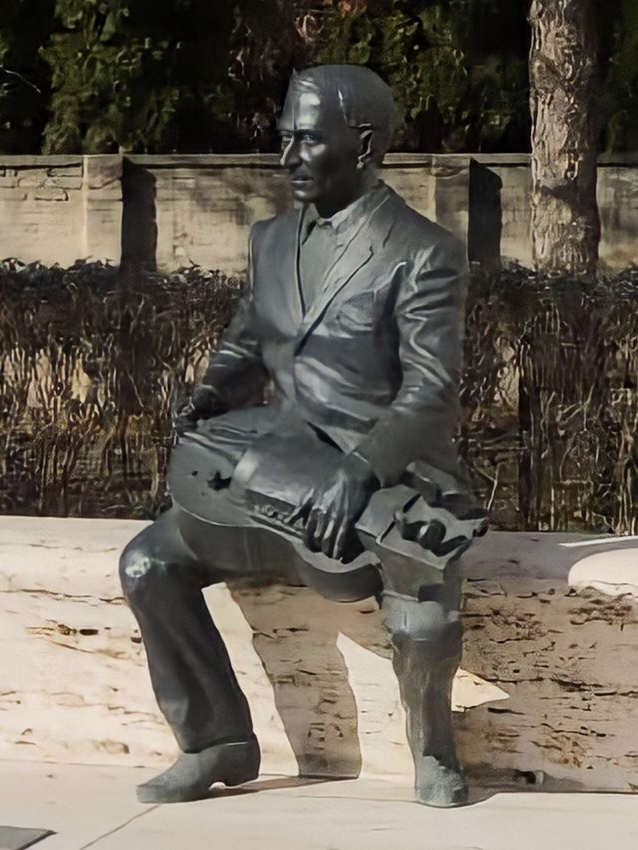
Draailierspeler, bronzen beeld in Tiszaalpár.

Een draailier (een vroegere versie ervan wordt ook wel organistrum genoemd) is een soort gemechaniseerde viool. De strijkstok is hierbij vervangen door een wiel dat door middel van een zwengel wordt rondgedraaid en dat met hars stroef gemaakt wordt. De snaren drukken hier tegenaan. De melodiesnaar/snaren (chanterelle(s)) worden met tangenten verkort wanneer de corresponderende toets wordt ingedrukt. De bourdonsnaar/snaren zijn continu te horen maar kunnen per snaar ook in- en uitgeschakeld worden. De aanwezigheid van bourdon- en melodiesnaren maakt dat een draailier veelal dezelfde eigenaardigheden deelt met een heel ander instrument: de doedelzak.
Een karakteristieke eigenschap van een draailier is de ritmische begeleiding die ontstaat door bij het draaien aan het wiel vanuit de pols ritmische versnellingen aan te brengen. Op de draailier doet dit de trompetkam in trilling komen wat een ritmisch snerpend geluid geeft. 
Draailieren komen vooral voor in Frankrijk (vielle à roue) en Hongarije (tekerő). De Hongaarse draailier is soms eenvoudiger van constructie. De draailier wordt nog veel gebruikt in Keltische muziekstijlen. Onder andere de folkmetalbands Eluveitie en Ithilien en pagan folkband Omnia maakt gebruik van de draailier.
Franz Schubert schreef het lied "Der Leiermann" (in de cyclus "Winterreise"), waarin het geluid van de draailier op de piano wordt nagebootst.
De draailier is verwant aan het Zweedse instrument nyckelharpa.

## Korte beschrijving
De snaren van de draailier worden aan het trillen gebracht door een met hars stroef gemaakt wiel. Dit wiel wordt met een draaikruk rondgedraaid en functioneert zoals een strijkstok van bijvoorbeeld een viool. De melodieën worden gespeeld via een toetsenbord, via deze toetsen worden, meestal houten, tangenten tegen de (melodie)snaar (of snaren) aangedrukt waardoor de toon verandert. Om de klank te versterken wordt een klankkast toegepast, deze kan verschillende vormen hebben. De meeste draailieren hebben meerdere bourdonsnaren, die zorgen voor een constante toon onder de melodie. Dit resulteert in eenzelfde geluid als bij een doedelzak en geeft aanleiding tot geheel of gedeeltelijke uitwisseling tussen bespelers van doedelzak en draailier.
Veel draailieren kunnen ook een beperkt percussie-effect toevoegen door het wiel niet gelijkmatig te draaien, maar schoksgewijs. Sommige draailieren, vooral in Frankrijk, hebben ook nog resonantiesnaren, die niet door het wiel worden aangestreken maar enkel spontaan meetrillen met de toon waarop ze gestemd zijn.

## Geschiedenis

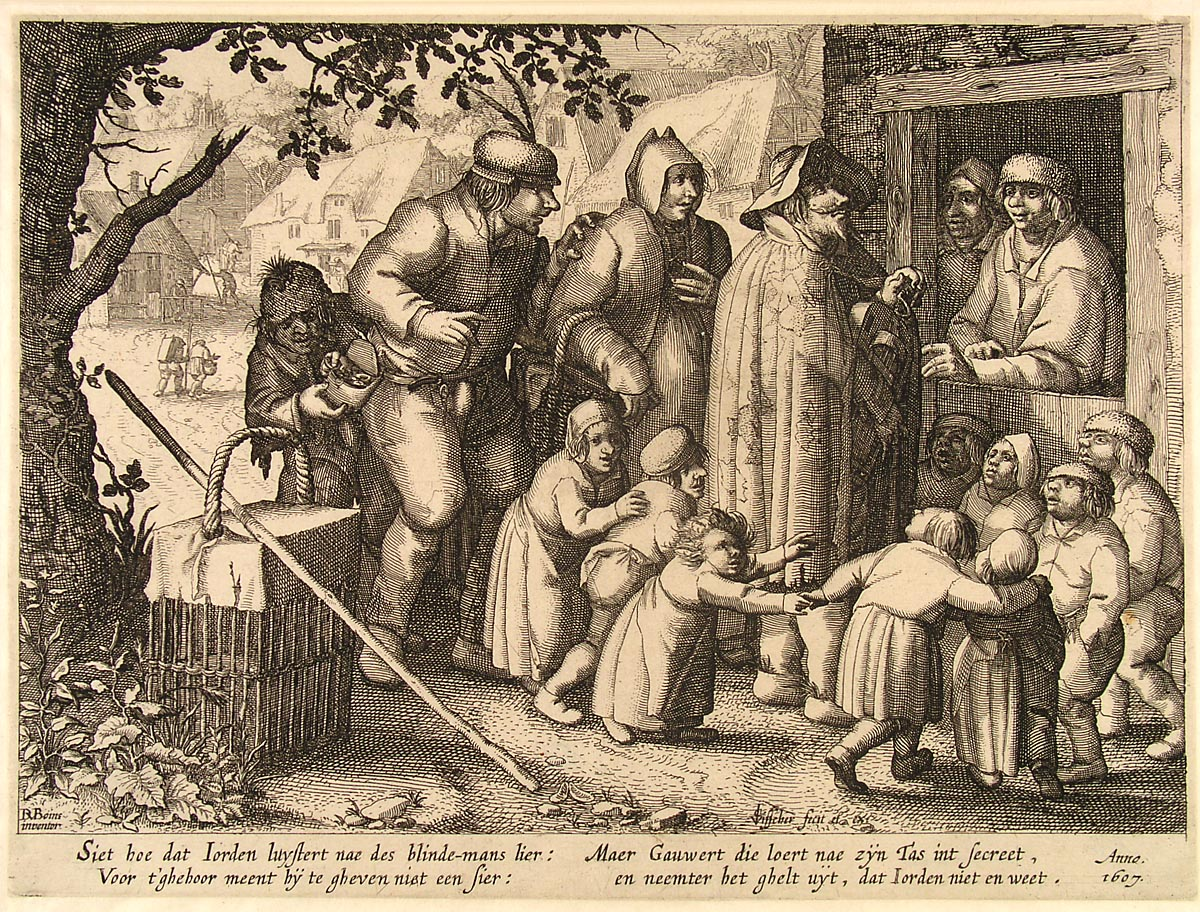
De blinde Liereman voor een huis, 1607 (Museum Boijmans Van Beuningen)

De eerste draailieren werden reeds in de 9e eeuw gebouwd. Aanvankelijk hadden de instrumenten slechts drie snaren, die tegelijkertijd tot klinken werden gebracht, later werd dit aantal soms uitgebreid tot zes. Draailieren werden in verschillende groottes en stemmingen gebouwd. De grootste instrumenten waren tot ca. 180 cm lang en werden soms door twee spelers tegelijk bespeeld. Vanaf de 13e eeuw komen draailieren veelvuldig voor op afbeeldingen (er zijn afbeeldingen uit die tijd uit o.a. Spanje (Santiago de Compostella) en Frankrijk overgeleverd), en wordt aan het instrument een stembaar tangentensysteem toegevoegd, dat de snaarlengte op de juiste lengte kan brengen om een gewenste toonhoogte te produceren. Het instrument werd zowel in wereldlijke als geestelijke muziek ingezet, maar raakte in de kunstmuziek op de achtergrond bij de opkomst van orkesten in de 16e en 17e eeuw. In de volksmuziek bleef het instrument lange tijd populair.
Een enkele keer ontmoet men de draailier in de "ernstige" muziek: zo worden een draailier én een doedelzak ingezet in de sinfonia Die Bauernhochzeit van Leopold Mozart, om de landelijke sfeer te onderstrepen; en aan het Franse hof werd een draailierversie gespeeld van Vivaldi's concertreeks De vier jaargetijden onder de naam "Les Saisons amusantes" van de hand van Nicolas Chédeville.

## Traditioneel gebruik in Oost-Europa
De draailier was een bekend traditioneel instrument in Oost-Europa en in het bijzonder in Polen, Wit-Rusland, Hongarije en Oekraïne. In Oekraïne is een versie van de draailier bekend onder de naam lira of relia (Oekraïens: ліра) en gebruikt bij de Kobzars of bij de Lirnyky.

## Heropleving
Rob van der Bas was rond 1960 een bekende lierspeler in het Gooi. In Vlaanderen en Nederland kent de draailier een heropleving sinds het begin van de jaren zeventig van de vorige eeuw, die kadert in een algemene herwaardering van de traditionele en historische muziek en instrumenten. Pioniers in die tijd waren groepen als 't Kliekske in Vlaanderen (met bouwer Herman De Wit) en Voorheen Turf en Wolverlei in Nederland. Omdat het instrument in deze streken zo goed als uitgestorven was moest veel werk worden verzet om oude bouw- en speeltechnieken te reconstrueren. Daarbij was de nooit uitgestorven draailiertraditie in Frankrijk van onschatbare waarde. In Duitsland is de rol van Kurt Reichmann van belang in de heropleving van de draailier.

## Elektrische en elektronische draailier

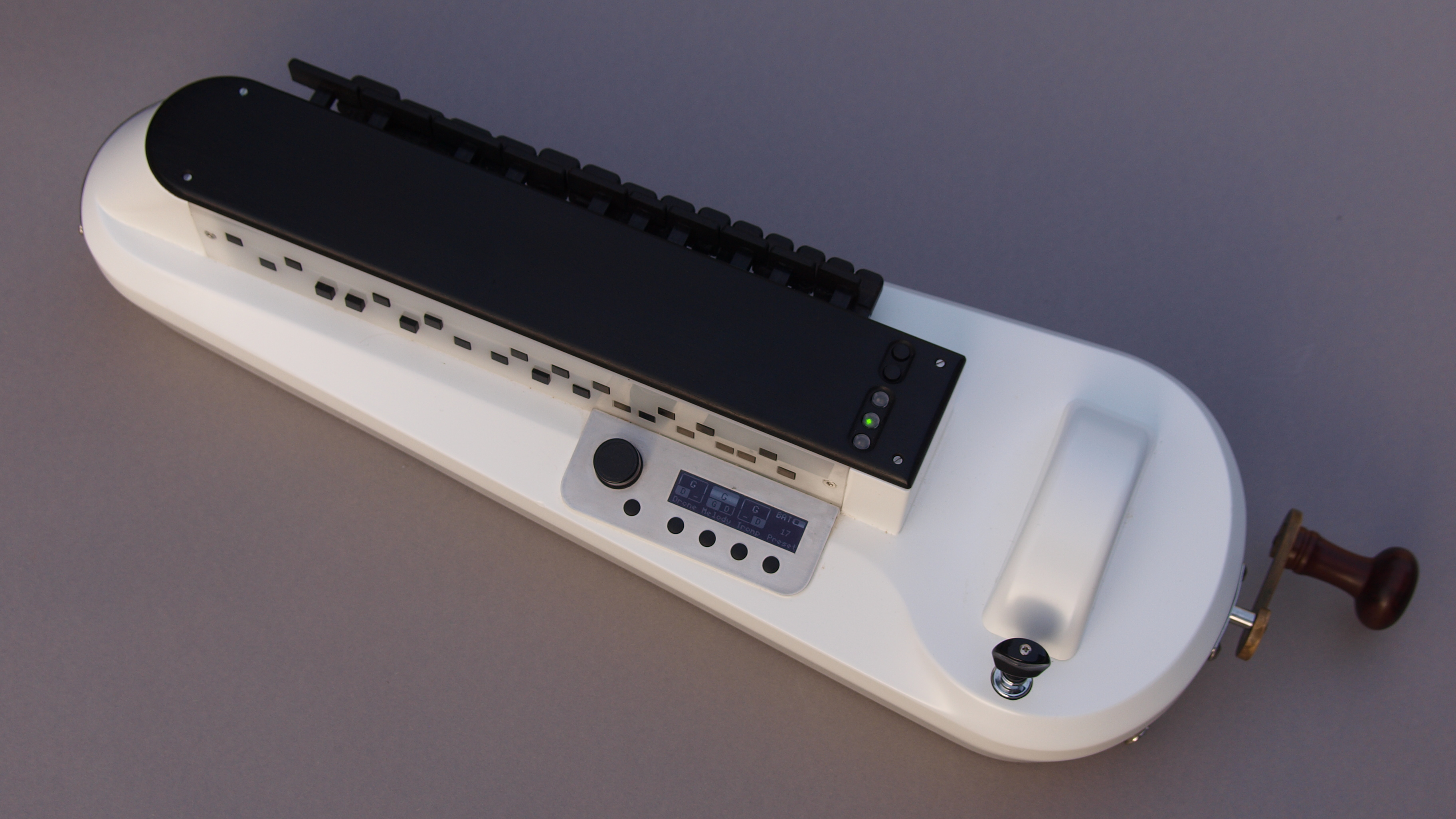
Elektronische draailier MidiGurdy

In de popmuziek, vooral in de populaire neo-middeleeuwse muziek, worden elektrische draailieren gebruikt, waarin elektromagnetische pickups de trillingen van de snaren omzetten in elektrische signalen. Net als bij elektrische gitaren worden de analoog signalen doorgegeven aan een instrument versterker of gereproduceerd door een synthesizer in een aangepaste vorm.
Elektronische draailier-draaimachines daarentegen slagen er volledig zonder touwtjes in. De signalen voor de melodiesnaren worden puur elektronisch gegenereerd door de toetsen en ook in combinatie met de rotatie van het wiel. De digitaal signalen voor de dronesnaren en de snares worden gegenereerd door de krukasbewegingen van het wiel. Afhankelijk van de technische uitrusting van het instrument kan het digitale audiosignaal direct via een geïntegreerde processor en geluidskaart worden uitgevoerd. De gegevensuitwisseling van de muzikale informatie tussen de draailier en de aangesloten computers, samplers of synthesizers wordt beheerd via de MIDI-interface.

## Gebruik in moderne muziek
Vanwege het middeleeuwse geluid van de draailier maken bands uit diverse genres er gebruik van. Enkele (binnen het genre) grote bands zijn Eluveitie, Faun en Schandmaul. Metallica maakte op haar nummer Low Man's Lyric (Reload, 1997) gebruik van een draailier.

## Andere benamingen
- Duitsland: Bauernleier of Drehleier
- Engeland: Wheel fiddle/Hurdy gurdy
- Frans: Vielle à roue
- Hongarije: Tekerőlant of Forgólant
- Oekraïne: Lira/Ліра
- Oostenrijk: Tiroler Drehleier
- Polen: Lira korbowa
- Rusland: Lira/Лира
- Slowakije: Ninera of Kolovratec
- Spanje: Zanfona
- Zweeds: Lira of Vevlira (verwant instrument is de nyckelharpa)

## Afbeeldingen

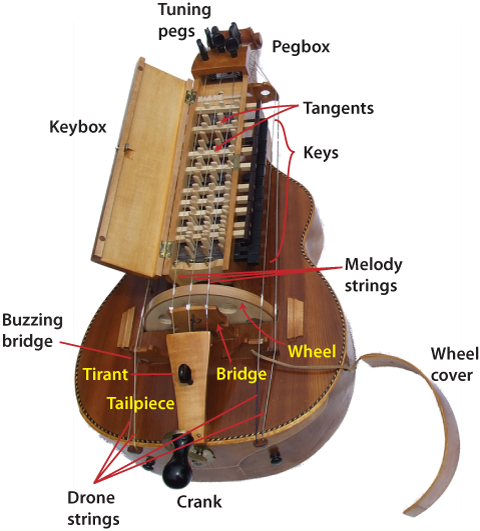
Onderdelen-benaming van een draailier (Engels).
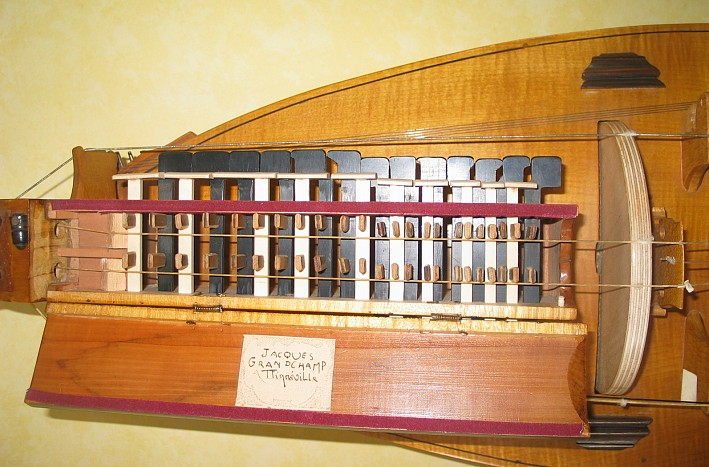
Franse draailier uit 1980, met bovenaan vier resonantiesnaren.
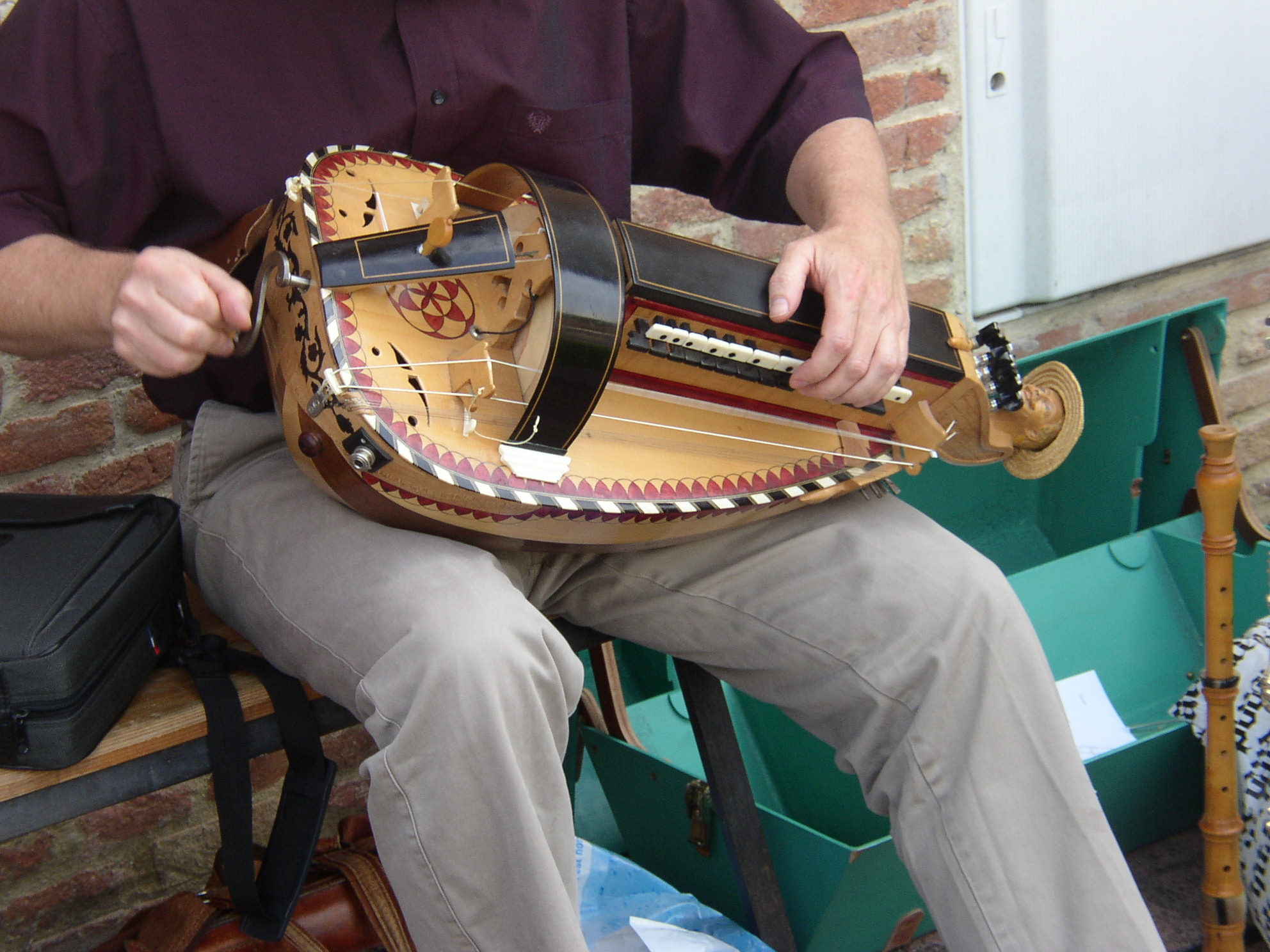
Vielle à roue uit Frankrijk.
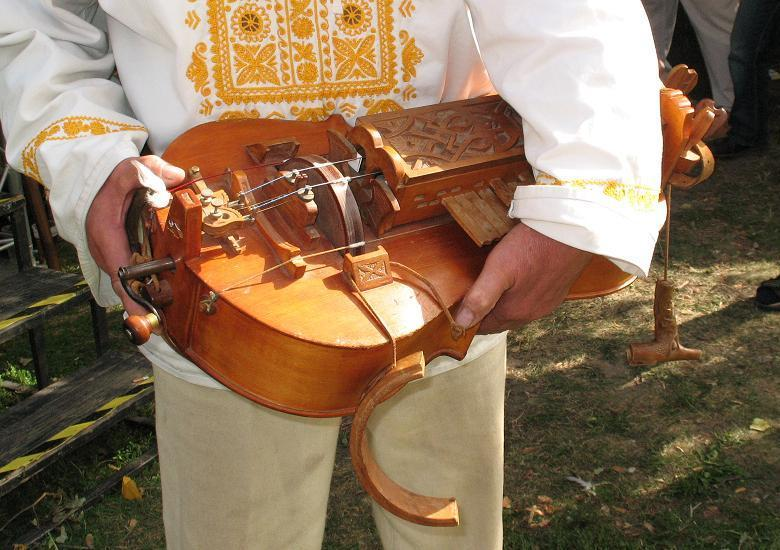
Ninera uit Slowakije.
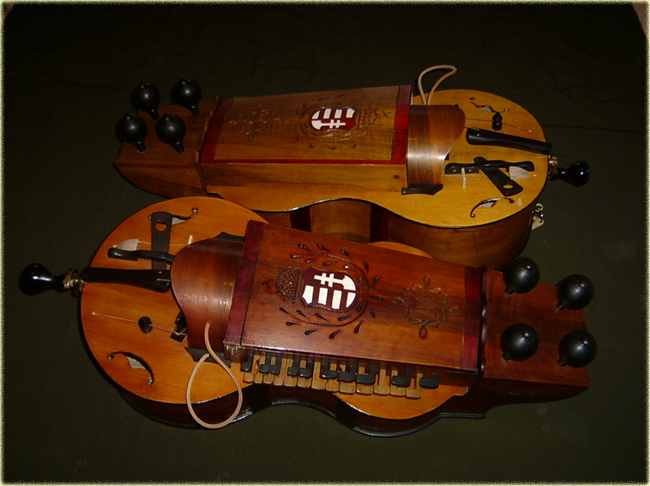
Tekerőlant[3] Instrument uit Hongarije.
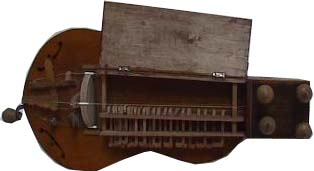
Onder de motorkap
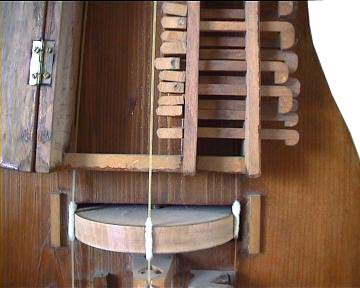
Wiel en tangenten